# 漢密爾頓·迪蘇沙·祖利亞
漢密爾頓·迪蘇沙·祖利亞（Hamilton De Souza Junior，簡稱Careca，1990年10月26日－），生於葡萄牙里斯本，巴西足球運動員，司職中鋒，擁有巴西及葡萄牙雙重國籍，其父親卡雷卡正是巴西1988年漢城奧運會成員，並在1988至89年入選巴西國家隊。

## 球會生涯
賈力加丁生於葡萄牙里斯本，出身自前葡超球會艾馬多拉，曾效力過莫奇米林及聖賓圖等巴西球會，於2015年8月專程到泰國隨標準流浪參加試腳，其中他於首場熱身賽4–0擊敗春武里中個人獨取3球，而隊長李志豪賽後更以「後生仔迪天奴」來形容他，標準流浪在2015年8月31日宣佈與賈力加丁簽下一紙合約，並透過球隊Facebook官方專頁替其中文譯名，收集球迷意見。於2015年11月離隊。

## 外部連結
- 香港足球總會網頁球員註冊資料 （页面存档备份，存于）